# Batman és Superman – A film
A Batman és Superman – A film, a Superman: A rajzfilmsorozatban: Jó fiúk, rossz fiúk (eredeti cím: The Batman/Superman Movie: World's Finest vagy The Batman/Superman Movie) egész estés amerikai 2D-s számítógépes animációs film, amely VHS-en és DVD-n jelent meg 1998-ban. A Superman: A rajzfilmsorozat és a The New Batman Adventures crossovere. A forgatókönyvet Alan Burnett, Paul Dini, Rich Fogel, Steve Gerber és Stan Berkowitz írta, Toshihiko Masuda rendezte, a zenéjét Shirley Walker és Michael McCuistion szerezte, a producere Alan Burnett, Paul Dini, Bruce Timm és Haven Alexander. A Warner Bros. Animation készítette.
Amerikában eredetileg a Superman: A rajzfilmsorozat 2. évad 16., 17. és 18. részében mutatták be 1997. október 4-én, 1998. augusztus 18-án adta ki VHS-en és DVD-n a Warner Home Video. Magyarországon szintén a rajzfilmsorozatban mutatták be az RTL Klubon, 2006. június 27-én pedig DVD-n is megjelent a Warner Home Video forgalmazásában.

## Cselekmény
A történet szerint a Joker Metropolisba indul, hogy Lex Luthorral lépjen szövetségre. A bohóc kriptonithoz jut és felajánlja Luthornak, hogy megöli Supaman-t némi fizetség fejében. A megállításuk érdekében Supermannek segítségre lesz szüksége, amit meg is kap a Joker nyomát követő Batman személyében.

## Szereplők
| Szereplő               | Eredeti hang         | Magyar hang         |
| ---------------------- | -------------------- | ------------------- |
| Superman / Clark Kent  | Tim Daly             | Kálid Artúr         |
| Lois Lane              | Dana Delany          | Kéri Kitty          |
| Batman / Bruce Wayne   | Kevin Conroy         | Barabás Kiss Zoltán |
| Lex Luthor             | Clancy Brown         | Kristóf Tibor       |
| Joker                  | Mark Hamill          | Reviczky Gábor      |
| Harley Quinn           | Arleen Sorkin        | Nemes Takách Kata   |
| Mercy Graves           | Lisa Edelstein       | Tallós Rita         |
| Jim Gordon rendőrtiszt | Bob Hastings         | ?                   |
| Alfred Pennyworth      | Efrem Zimbalist, Jr. | Kapácsy Miklós      |
| Dan Turpin felügyelő   | Joseph Bologna       | Uri István          |
| Harvey Bullock nyomozó | Robert Costanzo      | ?                   |
| Perry White            | George Dzundza       | Bitskey Tibor       |
| Angela Chen            | Lauren Tom           | Incze Ildikó        |
| Bibbo                  | Brad Garrett         | Kránitz Lajos       |

További eredeti hangok: Corey Burton, John Capodice, Shannon Kenny, Peter Renaday

## Televíziós megjelenések
RTL Klub